# Paweł Kawalec
Paweł Stanisław Kawalec (ur. 1971) – polski filozof, członek Komitetu Naukoznawstwa PAN oraz Komitetu Nauk Filozoficznych PAN, laureat Nagrody Premiera RP za pracę doktorską.

## Życiorys
Źródło: oficjalna strona uniwersytetu
Studia magisterskie rozpoczął na Katolickim Uniwersytecie Lubelskim w 1990 na kierunku filozofii o specjalności logiki komputerowej. W czasie studiów odbył kilka staży naukowych: 1992–1993 Liechentstein, 1993; 1994 IHS USA – Francja. Tytuł magistra otrzymał w 1995 roku po obronie pracy pod kierunkiem prof. Z. Dywan, recenzentem był prof. S. Kiczuk. Stopień doktora nauk humanistycznych otrzymał w 2000 na podstawie pracy pt.: Inductive Logic as the Structural Reliabilist Theory of Justification pod kierunkiem prof. A. Bronka, recenzenci: prof. L. Koj, prof. T. Kuipers, prof. R. Wójcicki. W latach 2004–2005 jako Visiting Scholar i stypendysta FNP przebywał w The Center for Philosophy of Science w Pittsburghu Na podstawie monografii: Przyczyna i wyjaśnianie. Studium z filozofii i metodologii nauk otrzymał habilitację w 2006. Recenzentami byli: prof. A. Bronk, prof. J. Brzeziński, prof. K. Jodkowski, prof. R. Wójcicki. Odbył staże w 2014 HPS Leeds; 2017 Wellcome Trust, London; 2017 Oslo. W 2019 otrzymał tytuł profesora nauk humanistycznych.

## Publikacje
Źródło: oficjalna strona uniwersytetu

### Książki
2018
- Metodologia integralna. Studium dynamiki wiedzy naukowej(Wydawnictwo KUL, Lublin 2018, ISBN 978-83-8061-563-2, ss. 388)

2016
- Changing gear in R&I: Green growth for jobs and prosperity in the EU : report of the European Commission expert group “R&I policy framework for green growth & jobs (co-author)

2015
- Social responsibility and science in innovation economy (Wydawnictwo KUL, Lublin)

2011
- The Polish translation and extensive introduction to Carnap's Aufbau, Rudolf Carnap, Logiczna struktura świata (PWN, Warsaw)

2006
- Causality and Explanation: Methodological and Philosophical Study (in Polish), Lublin: Wydawnictwo KUL, pp. 344. ISBN 83-7363-362-6. review: Wójcicki R., (2008), Polish Journal of Philosophy 2.1 : 175-178.

2003
- Structural Reliabilism: Inductive Logic as a Theory of Justification. Dordrecht: Kluwer Academic Publishers, pp. 184. ISBN 1-4020-1013-3 (partially available at: http://books.google.pl). review: Hansson S.O., (2005), History and Philosophy of Logic 26.1 : 71-72.

### Wybrane artykuły
2018
- Transformations in breakthrough research: The emergence of miRNAs as a scientific routine in molecular biology, „Open Information Science”, 2018, v.1, p. 127–146.
- The Original Conception of the Science of Science and Innovation Studies, red. F. Cain i B. Kleeberg, Mohr Siebeck, Tübingen 2018, p. 523–535.

2017
- Perspectival representation in DSGE models, „Economics and Business Review”, 2017, t.3, nr 3, p. 80–99.
- Kolasa M., Rejoinder to Perspectival representation in DSGE models by Paweł Kawalec, „Economics and Business Review”, 2017, t.3 (17), nr 3, s. 148–150.
- Wykorzystanie planu badań metodami mieszanymi do tworzenia nowej wiedzy. Studium przypadku z zakresu zdrowia publicznego, „Zagadnienia Naukoznawstwa”, 2017, t.53, nr 4(214), s. 429–452.
- Ewaluacja – teoria i metodologia, [w:] Ewaluacja w procesie tworzenia polityki naukowej i innowacyjnej, red. G. Prawelska-Skrzypek, PAN, Warszawa 2017, s. 13–87.

- W kierunku dojrzałości metodologicznej badań naukoznawczych, „Zagadnienia Naukoznawstwa”, 2016, t.52, nr 1(207), s. 33–44.

- Zwieńczenie 50-lecia wydawania „Zagadnień Naukoznawstwa” w PAN, „Zagadnienia Naukoznawstwa”, 2017, t.53, nr 4(214), s. 371–372.

- Wizualizacja publikacji naukoznawczych–na przykładzie wybranych artykułów z „Zagadnień Naukoznawstwa”, „Zagadnienia Naukoznawstwa”, 2017, t.53, nr 4(214), s. 373–388.
- On the origin and meta-principles of causal inference. The case of T. Haavelmo, „Zagadnienia Naukoznawstwa”, 2017, t.53, nr 4(214), s. 453–466.
- Towards an evolutionary model of science dynamics: generation and production of scientific knowledge, „Zagadnienia Naukoznawstwa”, 2017, t.53, nr 4(214), s. 405–428.

- Problemy koncepcji polityki innowacyjnej jako „przedsiębiorczego państwa”, „Zagadnienia Naukoznawstwa”, 2017, t.53, nr 2(212), s. 185–206.

- Philosophical Perspectives: The Science of Science – From Inception to Maturity, [w:] A New Organon: Science Studies in Interwar Poland, red. F. Cain i B. Kleeberg, Mohr Siebeck, Tübingen 2017, s. 521–535.

2016
- Interaction and Structural Representation in Calibration of Economic Models, Studia Metodologiczne 36, p. 131-145.
- Leibniza instrumentalistyczna koncepcja wiedzy naukowej, Przegląd Filozoficzny 25: 268-285.
- W kierunku dojrzałości metodologicznej badań naukoznawczych, Zagadnienia Naukoznawstwa 52: 33-44.
- Wpływ filozofii ekonomii na filozofię nauki, w: Metaekonomia. Zagadnienia z filozofii ekonomii, Kraków: CCP 2016, s. 53-65.

2015
- Pluralizm metodologiczny w badaniach dyfuzji innowacji, in: Nowe Tendencje w Zarządzaniu (Vol. VI), Lublin: Wydawnictwo KUL, p. 147–172.
- Ambivalued Innovation and Interactive Research Design, in: P. Kawalec, R. P. Wierzchosławski (eds.), Social Responsibility and Science in Innovation Economy, Lublin: Wydawnictwo KUL, p. 335–352.
- Misja teologii w kontekście przewrotu kognitywistycznego w naukach społecznych, w: Misja teologii w uniwersytecie, red. M. Jodkowski, A. Nalewaj, M. Piechocka-Kłos, Olsztyn: Wydział Teologii UWM 2015, s. 201-212.

2014
- Uzasadnienie stosowania metodologii mieszanej w kognitywistyce na przykładzie nowego paradygmatu badań w psychiatrii RDoC, w: A. Dąbrowski, J. Woleński (red.), Metodologiczne i teoretyczne podstawy kognitywistyki, Kraków: Copernicus Center Press, p. 27–46.
- Metody mieszane w kontekście procesu badawczego w naukoznawstwie, “Zagadnienia Naukoznawstwa” 50.1(199): 3–22.
- Is Truth Perspectival in Science? Viability of Pragmatic Account of Scientific Truth for Mixed-Methods Research, “Zagadnienia Naukoznawstwa” 50.4(202): 281–290.

2013
- Założenia Umiarkowanie Pluralistycznej Metodologii, “Zagadnienia Naukoznawstwa” 49.4: 277–304.
- Replikowalność Wiedzy a Transhumanistyczny Stan Osobliwości, in: D. Leszczyński (ed.), Wiedza, Wrocław: Wydawnictwo Uniwersytetu Wrocławskiego, p. 335–48.
- Profiting from Innovation: Methodological Ramifications of Decision Factors, in: M. Pawlak (ed.), Nowe Tendencje W Zarządzaniu, Lublin: Redakcja Wydawnictw Katolickiego Uniwersytetu Lubelskiego, p. 115–134.
- Cartwright’s Approach to Invariance under Intervention, “Zagadnienia Naukoznawstwa” 49.4(198): 321–333.

2012
- (in English) "Automated Science", Zagadnienia Naukoznawstwa 2(2012) - The Problems of Science of Science Quarterly, forthcoming. PREPRINT
- (in English) “Moderately Pluralistic Methodology”, Roczniki Filozoficzne 4(2012) (accepted for publication; a volume dedicated to the memory of Abp Józef Życiński). PREPRINT
- (in English) “Profiting from Innovation. Methodological Ramifications of Decision Factors”, in: M. Pawlak (red.), New Tendencies in Management, Redakcja Wydawnictw KUL, Lublin 2013 (accepted for publication). PREPRINT
- "Replicability of Knowledge and the Trans-Humanistic Singularity”, in: D. Leszczyński (ed.), Knowledge, Wrocław University Press, (forthcoming) PREPRINT
- “Bayesianism in the Polish Tradition of Probabilism. A Study of Kazimierz Ajdukiewicz’s Conception”, Ruch Filozoficzny 1(2012), forthcoming.

2011
- “Introduction”, in: R. Carnap, Der logische Aufbau der Welt, transl. and edited P. Kawalec, Polish Scientific Publishers, Warsaw, XI-CXXV.
- Contents: 1. The Mistaken Readings of Aufbau, 2. The evolution of Carnap’s early epistemological views, 3. The epistemological program in Aufbau, 4. Aufbau’s legacy 5. Selected references in the recent Aufbau’s scholarship.
- “The Mechanics of Social Life. Methodological Foundations of David Hume’s Theory of Money”, Przegląd Filozoficzny 20: 437-448.
- “Research, Wisdom, Autonomy”, Roczniki Filozoficzne 59.2 : 131-139.
- (with P. Lipski) “R&D and Academic Entrepreneurship in Technological Innovativeness”, in: P. Kawalec, A. Błachut (eds.), Social Responsibility in Innovation Economy, Wydawnictwo KUL, Lublin, p. 102-135.
- „Guide to Innovativeness in Academic Entrepreneurship”, in: J. Kowalski (ed.), Guide to Academic Entrepreneurship, LBS, Lublin, p. 9-26.
- (with A. Kawalec), „Communication and PR in Research”, w: P. Kawalec, R. Wodzisz, P. Lipski (eds.), The Foundations of Science of Science, vol. 2, Redakcja Wydawnictw KUL, Lublin, p. 172-186.
- „An Outline of Multidimensional Evaluation of the Dependence Between Academic Entrepreneurship and Public Science in the USA and Europe from the Perspective of Science of Science Studies 1969-2010, in: M. Sienkiewicz, T. Szot-Gabryś (eds.), Academic Enterpreneurship. Conceptions, Forms, Conditions of Development, Wydawnictwo Fundacji Rozwoju Lokalnego, Lublin, p. 9-26. PREPRINT
- (in English) "Critical thinking and research methods", w: T., Sieniow, D. Swenson (red.), Bachelor of Arts in European Studies, Wydawnictwo KUL, Lublin 2011, s. 15-16. (course syllabus)
- “The Influence of the Sources of Knowledge on Innovativeness and Enterpreneurship”, in: Good Practices in R&D, Wydawnictwo KUL, Lublin, p. 77-86.
- "Próba wielowymiarowej oceny zależności między przedsiębiorczością akademicką a nauką w sferze publicznej w USA iw Europie z perspektywy danych naukoznawczych z okresu 1969–2010", w: Przedsiębiorczość akademicka. Koncepcje, formy, warunki rozwoju, Wydawnictwo Fundacji Rozwoju Lokalnego, Lublin 2011, s. 9-26.

2010
- Woluntaryzm epistemologiczny Williama Jamesa. Próba rekonstrukcji na gruncie probabilizmu B. van Fraassena, „Przegląd Filozoficzny - Nowa Seria”, 2010, t.76, nr 4, s. 283–295.
- (z U. Żegleń), Stan badań w zakresie naukoznawstwa w Polsce, w: M. Grabianowski (red.), Refleksje nad stanem wybranych obszarów nauki w Polsce w ocenie Zespołów Integracyjnych i Integracyjno-Eksperckich PAN, Polska Akademia Nauk, Warszawa 2010, s. 27-49.
- “Foresight in Strategic Management of SMEs”, in: Foresight as a Tool for Managing Knowledge and Innovation, Warsaw, p. 5-22.
- “Balanced Scorecard in Strategic Management”, in: S. Nowosad, B. Żurek (ed.), The Colours of Research. Modern ICT Technologies in Popularisation of Research Results, The Learned Society of CUL, Lublin, p. 699-708.
- “Przyczynowość stanów mentalnych w modelach naukowych. Próba alternatywnego uzasadnienia antynaturalizmu eksplanacyjnego w ujęciu Urszuli Żegleń”, w: Z. Muszyński (red.), Umysł. Jego natura i sposób istnienia, Wydawnictwo UMCS, Lublin, p. 45-57.

2009
- „Reconceptualisation of Acquired Wisdom. Introduction to Nelson Goodman’s Constructive Method”, in: N. Goodman, Struktura zjawiska, tr. M. Szczubiałka, Wydawnictwo Naukowe PWN, Warszawa 2009, p. IX-XLV.
- (with A. Jabłoński), „Human Capital in the World and European R&D System”, in: A. Jabłoński, P. Kawalec (ed.), Naukoznawstwo i ewaluacja w procesie kształcenia pracowników sektora B+R, Lublin 2009. p. 11-30.
- (with A. Jabłoński), „Developmental Factors of R&D System in Poland” , in: A. Jabłoński, P. Kawalec (red.), Naukoznawstwo i ewaluacja w procesie kształcenia pracowników sektora B+R, Lublin 2009. p. 31-52.
- „An Attempt to Evaluate Effectiveness of Science of Science Education in Poland”, in: A. Jabłoński, P. Kawalec (red.), Naukoznawstwo i ewaluacja w procesie kształcenia pracowników sektora B+R, Lublin 2009. p. 77-98.
- “Towards a New Model of R&D Management”, in: R. Maciołek, W. Maik, K. Sikora (eds.), Problemy nauki i szkolnictwa wyższego, Wydawnictwo Uczelniane WSG, Bydgoszcz, p. 81-96.

2008
- “Institutionalised Science in Service of Pseudoscience”, in: J. Zon (ed.), Pogranicza nauki. Protonauka - paranauka - pseudonauka, Wydawnictwo KUL, Lublin 2009, p. 345-53.
- (in English) "Computational Epistemology", Dialogue and Universalism (special volume: Epistemology—From Old Dilemmas to New Perspectives, guest-editor M. Hetmański) 18: 115-25.
- „The Assumptions of Science of Science Education”, in: P. Kawalec, P. Lipski (eds.), Zarządzanie nauką, Wydawnictwo LBS, Lublin, p. 11-56.
- „Two Strategies in Managing Research Process”, in: P. Kawalec, S. Majdański (eds.), Skrypt dla uczestników studiów podyplomowych „Zarządzanie badaniami naukowymi i pracami rozwojowymi w jednostkach naukowych”, vol. 1, Wydawnictwo LBS, Lublin 2008, p. 43-79.

2007
- (with A. Bronk), “The Notion of Science in Basic and Applied Research”, in: Nauka i państwo, ed. H. Samsonowicz, J. Sławiński, L. Szczucki, M. Ziółkowski, Foundation for Polish Science, Wydawnictwo Uniwersytetu Wrocławskiego, Wrocław, p. 108-12.
- “Computational Epistemology”, in: ed. M. Hetmański, Contemporary Epistemology, Kraków: Universitas, p. 373-86.
- „Theory of Personal Agency and the Foundations of Antinaturalistic Psychology”, Roczniki Psychologiczne 9 : p. 239-42.
- (in English) “Causality and Explanation”, in: ed. A. Strasburger, Agricola (special volume), Warsaw, p. 81-83.

2006
- “On Two Kinds of Critical Thinking”, Ethos 75 : 127-35.

2005
- “From a Virtual to Personal World. Information Society and Challenges for Human Participation”, Ethos 69-70: 163-83.
- (in English) “Understanding Science of the New Millenium”, Archives for the Philosophy of Science, pp. 50. http://philsci-archive.pitt.edu/archive/00002558.

2004
- (in English) “Cartwright’s Theorem and Procedural Approach to Causality”, Archives for the Philosophy of Science, pp. 12, http://philsci-archive.pitt.edu/archive/00001801.
- “To Explain is to Provide a Causal Model”, Roczniki Filozoficzne 52 : 241-66.

2003
- “Methodology of Bayesian Confirmation Theory”, Roczniki Filozoficzne 51.1 : 113-42.

2002
- „Logical Pressupositions of «non possumus». A Gloss to Discussion”, Ethos 57-58 : 230-33.
- „Laudan Thesis and Internalism of Jaakko Hintikka's Theory of Induction”, Studies in Logic and Theory of Knowledge 5, s. 215-30 (translation of 51).
- “Ontological Interpretation of the Concept of Probability”, Studia Metafilozoficzne 2 : 429-57.
- “On Teaching Logic and Critical Thinking”, Filozofia Nauki 38 : 85-89.

2001
- (in English) “Back to Green Perspectives on Confirmation as Justification”, www.jtb‑forum.pl/jtb/papers/pk_btgpocaj.pdf
- (in English) “Cognitive Merit and Axiomatic Foundations of Inductive Probability: A Trade-off?”, w: V. Fano, G. Tarozzi, M. Stanzione (red.), Prospettive della logica e della filosofia della scienza. Atti del convegno triennale della società italiana di logica e filosofia delle Scienze, Cesena e Urbino, 15-19 febbraio 1999, Rubbettino: Pubblicazioni della SILFS, p. 45-56.
- “Epistemological Presumptions and Consequences of the Formal Explication of the Concept of Justification by the Finnish Shool”, Roczniki Filozoficzne 49.1 : 109–26.

1999
- (in English) “The Rise of the Concept of Justification in the Lvov-Warsaw School and the Revision of Psychologism in Logic (I)”, w: J. Nida-Ruemelin (red.), Rationality, Realism, Revision, New York: de Gruyter, p. 862-72.
- (in English) “Regional Maps of HOPOS Activity and Infrastructure: Poland”, History and Philosophy of Science Newsletter 4 : 6-13.

1998
- (in English) “A Pragmatic Flaw in Inferential Epistemic Justification”, Reports on Philosophy 18: 71-81.

1997
- (in English) “Two Concepts of Epistemic Justification”, in: R. Wójcicki (ed.), Epistemic Justification, Warszawa: Institute of Philosophy and Sociology, Polish Academy of Science, p. 85-96.
- (in English) “Pragmatic Predicaments to the Logical Theory of Nondeductive Inferential Justification”, in: G. Schurz, G. Dorn (red.) Preproceedings of the 20th International Wittgenstein Symposium, Kirchberg, p. 452-457.
- „ Laudan Thesis and Internalism of Jaakko Hintikka's Theory of Induction”(in Polish), Roczniki Filozoficzne 65.1 : 119-135.

1993
- „Philosophy of Mind and Perception”, Zeszyty Naukowe KUL 4 : 101-103.